# Onfroi de Tilleul
Onfroi de Tilleul también Honfroi du Tilleul, Honfroi FitzAmfrid le Goz, Humphrey du Teliol, y Humphrey Bigod (Honfroi, c. 1030-1068), fue un noble normando, señor de Tilleul-en-Auge. Hijo de Thorstein le Goz y Judith de Montanolier (c. 960), hija de Guillermo de Montanolier (c. 917-977). Participó en la conquista normanda de Inglaterra siguiendo a Guillermo el Conquistador, a quien se le había dado la custodia de la fortaleza de Hastings en 1068 desde el primer día de su construcción. Era vasallo y feudatario de Roberto de Mortain. Tuvo que regresar a Normandía y abandonar su custodio en Hastings frente a la amenaza de su esposa de buscar otro marido, lo que supuso la pérdida de todas sus posesiones en Inglaterra. No fue la única deserción registrada, otros muchos nobles también regresaron a Normandía abandonando feudos y honores en 1069, priorizando la lealtad de sus esposas y vasallos. Esto causó un gran impacto en el rey Guillermo.

## Herencia
Esposó con Adeliza [Adelina] de Grentemesnil, una hija de Roberto de Grandmesnil. Fruto de esa relación nacieron varios hijos. A destacar:
- Robert de Rhuddlan;[8][9]
- Arnaud de Tilleul (m. 1090). Orderico Vital cita que abandonó su vida de armas para ser monje en la abadía de San Évroult, donde vivió una existencia monástica durante 50 años.